# 微晶片科技
微芯科技股份有限公司（英語：Microchip Technology Inc.，英文簡寫：Microchip），是一個美國微控制器、記憶體與類比半導體製造商。它的產品包含微控制器（PIC微控制器、dsPIC / PIC24、PIC32）、序列式EEPROM、序列式SRAM、KEELOQ元件、無線電頻率（RF）元件、熱元件、功率與電池管理類比元件，也有線性、介面與混合信號元件。還有一些介面元件包含USB、ZigBee/MiWi，CANbus與Ethernet。
公司總部位於亞利桑那州錢德勒，晶圓廠則分別位於亞利桑那州坦佩及奧勒岡州格雷斯罕。
主要的競爭者有亞德諾半導體、英飛凌、恩智浦半導體（分拆自飛利浦）、瑞薩電子、意法半導體與德州儀器。

## 歷史
1969年，通用儀器將其微電子部門分拆出來，並成立一個獨資擁有的母公司。1989年，此子公司被一群創業投資者併購後，微芯科技就成為一家獨立公司，並且於1993年上市。
2009年4月，微芯科技發表了微瓦TDLB微控制器（世界最低睡眠電流）。
2009年時，微晶片科技已經賣出超過60億顆微控制器。
2010年4月，微芯科技併購硅存储科技（SST），同年5月，將若干SST快閃記憶體的資產售予綠色鏈接系統。
截至2011年，每年微晶片科技賣出超過10億顆處理器。
2011年9月，微芯科技賣出第100億顆PIC微處理器。
2012年8月，微芯科技併購標準微系統公司（SMSC）。

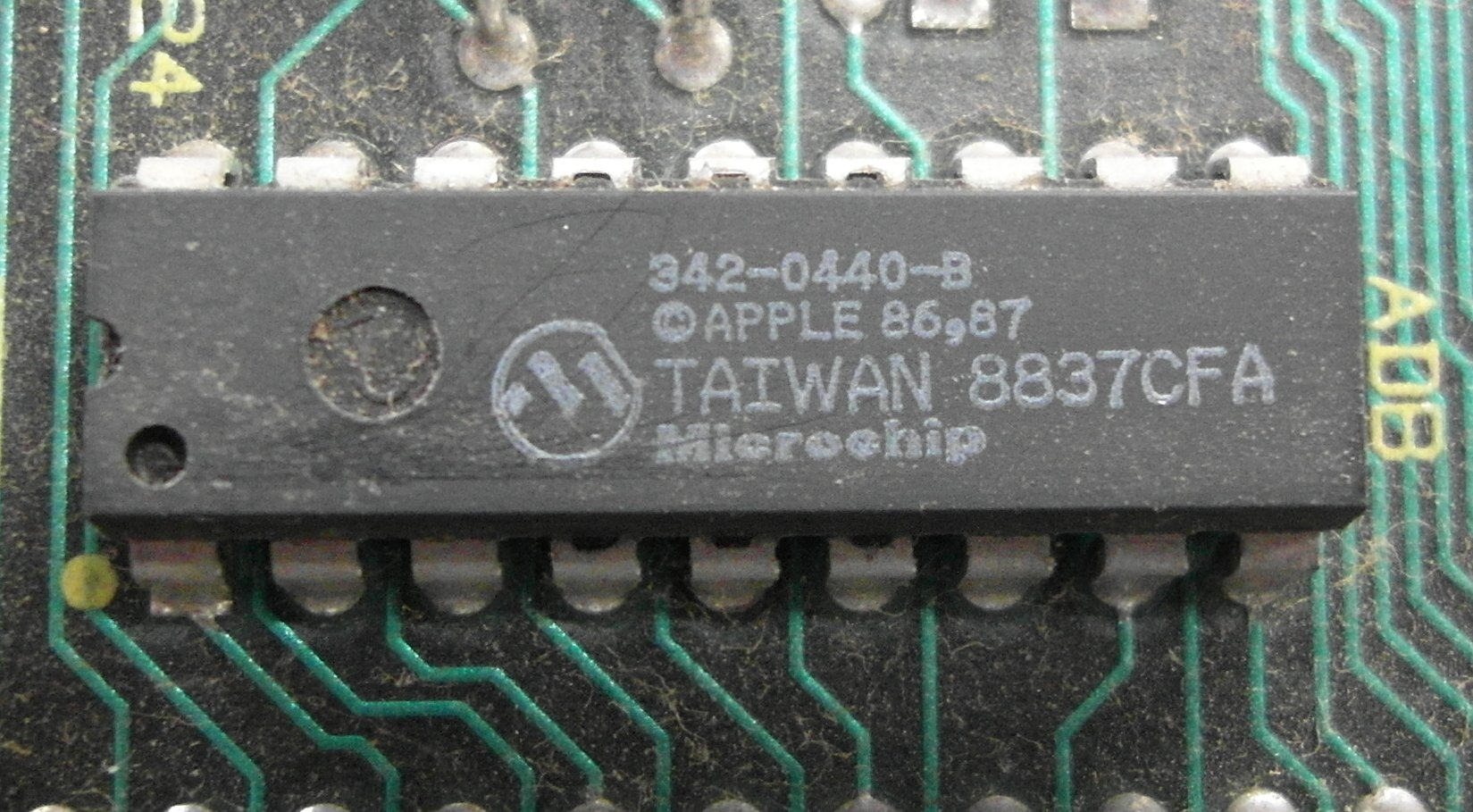
1988年在微芯科技成為獨立公司前，內建蘋果桌上型匯流排協定可預先程式化功能的微晶片科技舊型PIC16CR54，使用於麥金塔SE電腦中。

2015 年 5 月 7 日，Microchip Technology宣布签署最终协议，以每股 14.00 美元的价格收购 Micrel。每股价格较 Micrel 于 2015 年 5 月 6 日的收盘价溢价 3%，在收盘价上溢价 30%。Micrel 是 IC 解决方案的全球制造商，专注于网络和消费市场。收购于 2015 年 8 月 3 日完成，98.5% 的 Micrel 股份投票批准合并。
2016年1月，微芯科技宣布以35.6億美元收購Atmel。
2018年3月，微芯科技宣布以83.5億美元收購Microsemi美高森美公司加上美高森美的債務及投資，併購總價達101.5億美元。
2020 年 10 月，Microchip Technology 宣布收购总部位于新西兰的 Tekron International Limited。 Tekron 成立于 2002 年，专门制造 GPS 和精密计时设备。

## 外部連結
- （英文）Official Microchip Technology Inc. website
- （英文）Official Microchip IC wiki